# Agarn
Agarn (ve walliské němčině Agaru) je obec ve švýcarském kantonu Valais, okrese Leuk. Žije zde 718 obyvatel.

## Geografie
Obec je situována na dně údolí Rhôny, jihovýchodně od okresního města Leuk. Sousedními obcemi jsou Anniviers, Leuk, Oberems a Turtmann-Unterems.

## Historie

Letecký pohled (1955)

Obec je poprvé zmiňována roku 1252 jako Aert, v roce 1267 je zmiňována jako Ayert a v 16. století jako Agaren. Název místa pravděpodobně pochází z keltského *akarno, tedy „(horský) javor“.
Ve 13. a 14. století byl Agarn vesnicí, spadající pod Susten, pro průjezd Simplonem a ve 14. století vznikl jako samostatná obec. Ve středověku patřil Agarn k farnosti Leuk a politicky k panství Ennet dem Rotten. Po výstavbě růžencové kaple v roce 1679 a zřízení fary v roce 1893 následovalo v letech 1922–1923 založení farnosti a výstavba kostela Maria vom Rosenkranz. Radnice je připomínána v roce 1711, obecní stanovy pochází z roku 1825. Požáry v letech 1799 a 1899 způsobily vážné škody; obec během nich téměř úplně vyhořela. Zhruba od roku 1800 je obec obcházena ze severu hlavní silnicí a kantonální silnicí. V 19. století byla řeka Rhôna v oblasti Agarnu zregulována. Pro Agarn bylo vždy charakteristické zemědělství, které provozovali především pracující zemědělci, ale od poloviny 20. století došlo k posunu směrem k drobnému průmyslu a obchodu.

## Obyvatelstvo
| Rok            | 1850 | 1900 | 1950 | 2000 | 2010 | 2012 | 2014 | 2016 |
| Počet obyvatel | 186  | 279  | 479  | 758  | 789  | 802  | 782  | 764  |

V roce 2000 bylo 90,2 % obyvatel německy mluvících, k římskokatolické církvi se hlásí 89,6 % obyvatel.

## Doprava
Obec leží na kantonální hlavní silnici číslo 9, spojující Sierre, Leuk a Brig-Glis. Nově postavený úsek dálnice A9 se obci vyhýbá. Nejbližší železniční stanice je v Leuku na Simplonské dráze. Dopravní obslužnost obce zajišťují autobusy Postauto.